# Václav Vích
Václav Vích (19. ledna 1898 Karlovy Vary – 14. září 1966 Řím, Itálie) byl český kameraman. Za svoji kariéru pracoval na více než stovce filmů. Ve 30. letech patřil Vích mezi jedny z nejlepších techniků italského filmového průmyslu. Často pracoval s rakouským režisérem Maxem Neufeldem.

## Život

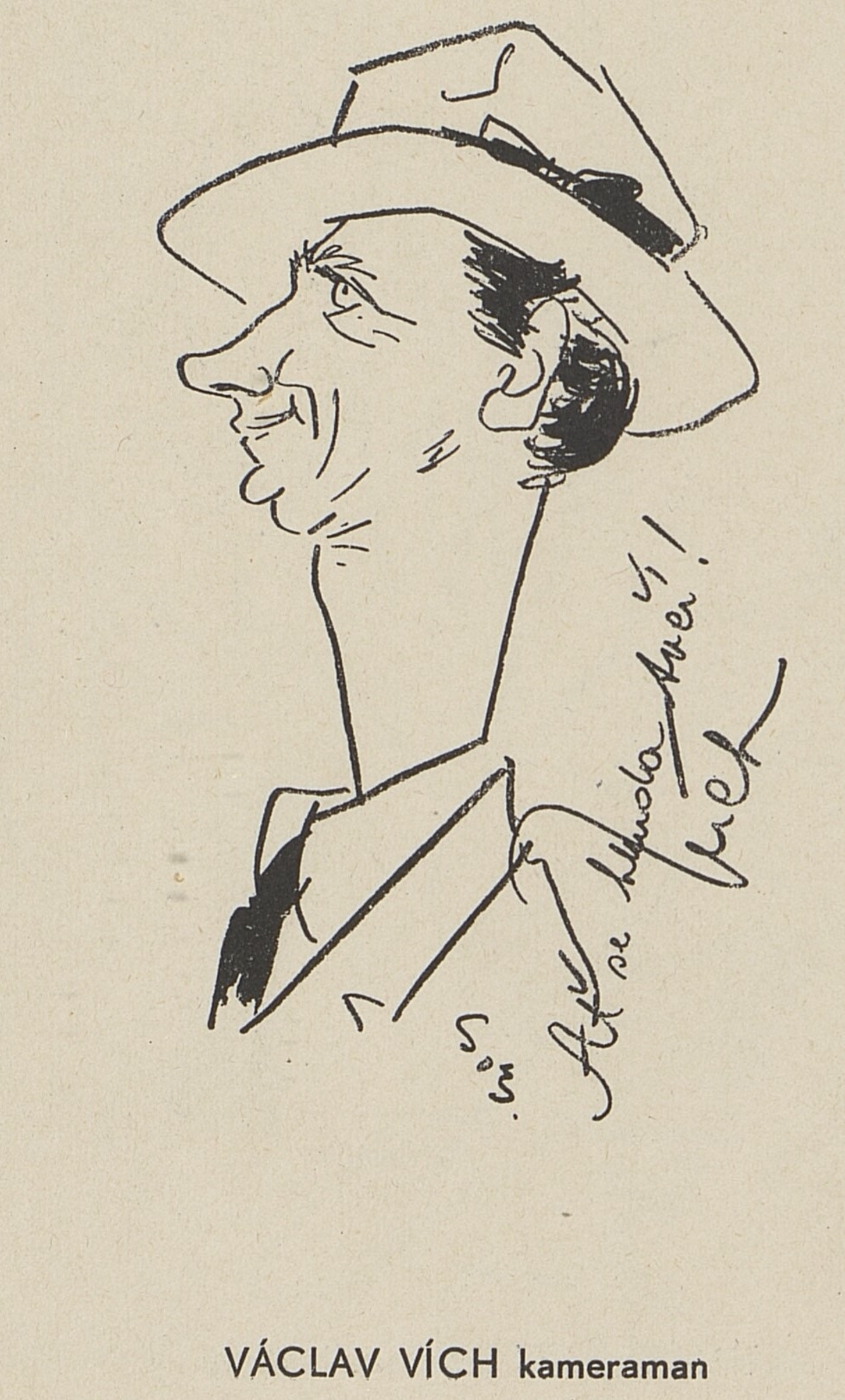
Václav Vích, kresba 1932

### Kariéra kameramana
Po první světové válce se stal Václav Vích asistentem kameramana Otto Hellera. Samostatná práce kameramana mu byla svěřována od roku 1926. Mezi jeho významnější filmy tohoto období patří němá filmová verze Mrštíkovy Pohádky máje z roku 1927, a zejména Erotikon (1929) režiséra Gustava Machatého. Ze zvukových filmů např. Vančurův Před maturitou (1932, spolu s Ottou Hellerem) a filmy Voskovce a Wericha Peníze nebo život (1932) a Pudr a benzin (1931).
V roce 1939 odcestoval s režisérem Gustavem Machatým do Italie, aby zde natočil film Balerína. Jeho práce zaujala a od té doby již natáčel v zahraničí.

## Vybraná filmografie

### České filmy
- Únos bankéře Fuxe (1923)
- Erotikon (1929)
- C. a k. polní maršálek (1930)
- Za rodnou hroudu (1930)
- Loupežník (1931)
- Muži v offsidu (1931)
- Pudr a benzín (1931)
- Peníze nebo život (1932)
- U snědeného krámu (1933)
- Život je pes (1933)
- Hrdinný kapitán Korkorán (1934)
- Golem (1936)

### Filmy natáčené v zahraničí
- Cavalleria (1936)
- I Fratelli Castiglioni (1937)
- Il Corsaro nero (1937) – česky Černý korzár
- Ettore Fieramosca (1938) – česky Souboj národů
- Quattro passi fra le nuvole (1942) – česky Čtyři kroky v oblacích
- Die Sünderin (1951) – česky Hříšnice